# Giovanni Battista Piranesi
Giovanni Battista (albo Giambattista) Piranesi [dʒoˈvanni batˈtista piraˈneːzi] (ur. 4 października 1720 w Mogliano Veneto, zm. 9 listopada 1778 w Rzymie) – włoski architekt i rytownik.

## Życiorys
Uczył się w Wenecji, skąd podróżował w celach naukowych do Neapolu, Herkulanum i Pompei. Od 1745 działał w Rzymie. 
Do jego prac architektonicznych należą m.in.: przebudowa kościoła S. Maria del Priorato (1765) i willa Zakonu Kawalerów Maltańskich w Rzymie. 
Najważniejszą dziedziną działalności Piranesiego były studia nad architekturą i sztuką starożytną (zwłaszcza Rzymu), poparte licznymi podróżami, badaniami archeologicznymi, pomiarami i rysunkami, których wynikiem były bardzo liczne (ponad 2 tys.) prace graficzne (akwaforty, miedzioryty), przedstawiające fantazje arch. (Invenzioni caprici di carceri 1750, 1760), widoki budowli starożytnych, znaleziska archeologiczne. Wykonywał także wzorniki archeologiczne oparte na motywach starożytnych. 
W rycinach Piranesi przedstawił sugestywną wizję architektury antycznego Rzymu, w której zachowując wierność szczegółów, tworzył syntetyczne widoki dawnych budowli, wyolbrzymiając je w efektownych ujęciach perspektywicznych i dramatyzując przez stosowanie silnych kontrastów światłocieniowych (Vedute di Roma od 1746, Antichita romane 1756). 
Twórczość Piranesiego, na którą złożyły się tradycje weneckiej weduty, wpływ dekoracji teatralnych i pasja archeologiczna, poparte wielką wyobraźnią i biegłością techniczną, łączy w sobie pierwiastki klasycyzmu barokowego z preromantycznym poczuciem malowniczości i nastrojowością. Ryciny Piranesiego zyskały wielką popularność, oddziaływając na rozpowszechnianie się starożytnictwa i kształtowanie się klasycyzmu.